# Trening Noworoczny Cracovii
Trening Noworoczny – coroczny mecz piłki nożnej rozgrywany między podstawową i rezerwową drużyną krakowskiego klubu Cracovia. Spotkania odbywają się od lat 20. lub 30. XX wieku, zawsze 1 stycznia o godz. 12:00 na stadionie klubowym. Zwyczajowo pierwsze kopnięcie wykonuje prezydent Krakowa. Wydarzenia na boisku nie zawsze są do końca poważne – zdarza się, że na liście strzelców bramek figuruje np. Pasiasty Lajkonik (klubowa maskotka), arbiter meczu lub chłopiec do podawania piłek (2025).

## Historia
Rok pierwszego Treningu Noworocznego Cracovii nie jest dokładnie określony. Według jednej z wersji, piłkarz Mieczysław Zygmunt Wiśniewski podpatrzył podobny zwyczaj w Wiedniu i w 1920 r. przeniósł go do Krakowa. Możliwe, że do pierwszego noworocznego treningu doszło w 1924 r. lub 1925 r., gdy obrońca Cracovii i reprezentacji Polski, Ludwik Gintel, wracał nad ranem z klubowymi kolegami z balu sylwestrowego, proponując im grę w piłkę na mijanym po drodze boisku. Kolejna wersja podaje, że pierwowzorem treningu były dwa spotkania, które piłkarze Cracovii zagrali podczas turnieju w Paryżu, na przełomie 1922 r. i 1923 r. W Sylwestra spotkali się z Servette Genewa (remis 1:1), a w Nowy Rok z Red Star Paryż (porażka 5:2). I to właśnie ten drugi mecz miał być motywacją dla późniejszych noworocznych rozgrywek.
Najstarszym opisanym w prasie Treningiem Noworocznym był pojedynek z 1930 r., wygrany przez pierwszą drużynę 7:2 i obserwowany przez ponad 800 widzów.
W 2010 r. z powodu przebudowy dawnego stadionu przy ul. Kałuży mecz rozegrano na boisku centrum treningowego przy ul. Wielickiej. Poprzednio takie odstępstwo – i to z tego samego powodu – miało miejsce w 1966 r., gdy zagrano na boisku przy Alei 3 Maja. W 2018 r. i 2019 r. - z powodu likwidacji zespołu rezerw - zamiast Cracovii II w meczu zagrała ekipa juniorów, występująca w Centralnej Lidze Juniorów, a w 2024 r. kombinowana drużyna juniorów i zawodników wystawionych na listę transferową. W 2025 r. pierwszy zespół ponownie wystąpił przeciwko rezerwom.

## Link zewnętrzny
- Trening Noworoczny w WikiPasach.pl (encyklopedii Cracovii)